# Antocha (Antocha) minuticornis
Antocha (Antocha) minuticornis is een tweevleugelige uit de familie steltmuggen (Limoniidae). De soort komt voor in het Palearctisch gebied.